# Elías Mauricio Díaz
Elías Mauricio Díaz (* 7. Dezember 1994) ist ein kolumbianischer Leichtathlet, der sich auf den Hammerwurf spezialisiert hat und aktuell Inhaber des Landesrekordes ist.

## Sportliche Laufbahn
Erste internationale Erfahrungen sammelte Elías Díaz im Jahr 2013, als er bei den Panamerikanischen Juniorenmeisterschaften in Medellín mit 58,39 m den elften Platz mit dem 6-kg-Hammer belegte und anschließend bei den Juniorensüdamerikameisterschaften in Resistencia 64,66 m Rang sechs erreichte. Im Jahr darauf belegte er bei den U23-Südamerikameisterschaften in Montevideo mit 62,51 m den vierten Platz und 2015 wurde er bei den Südamerikameisterschaften in Lima mit 64,83 m Fünfter. 2017 gewann er bei den Juegos Bolivarianos in Santa Marta mit 61,49 m die Silbermedaille hinter dem Chilenen Hevertt Álvarez und 2021 klassierte er sich bei den Südamerikameisterschaften in Guayaquil mit 66,40 m auf dem fünften Platz. Im Jahr darauf belegte er bei den Ibero-Amerikanischen Meisterschaften in La Nucia mit 63,63 m den achten Platz und 2023 gelangte er bei den Südamerikameisterschaften in São Paulo mit 66,76 m auf Rang fünf.
In den Jahren 2014, 2018 und 2021 wurde Díaz kolumbianischer Meister im Hammerwurf.